# Lucien N. Nedzi

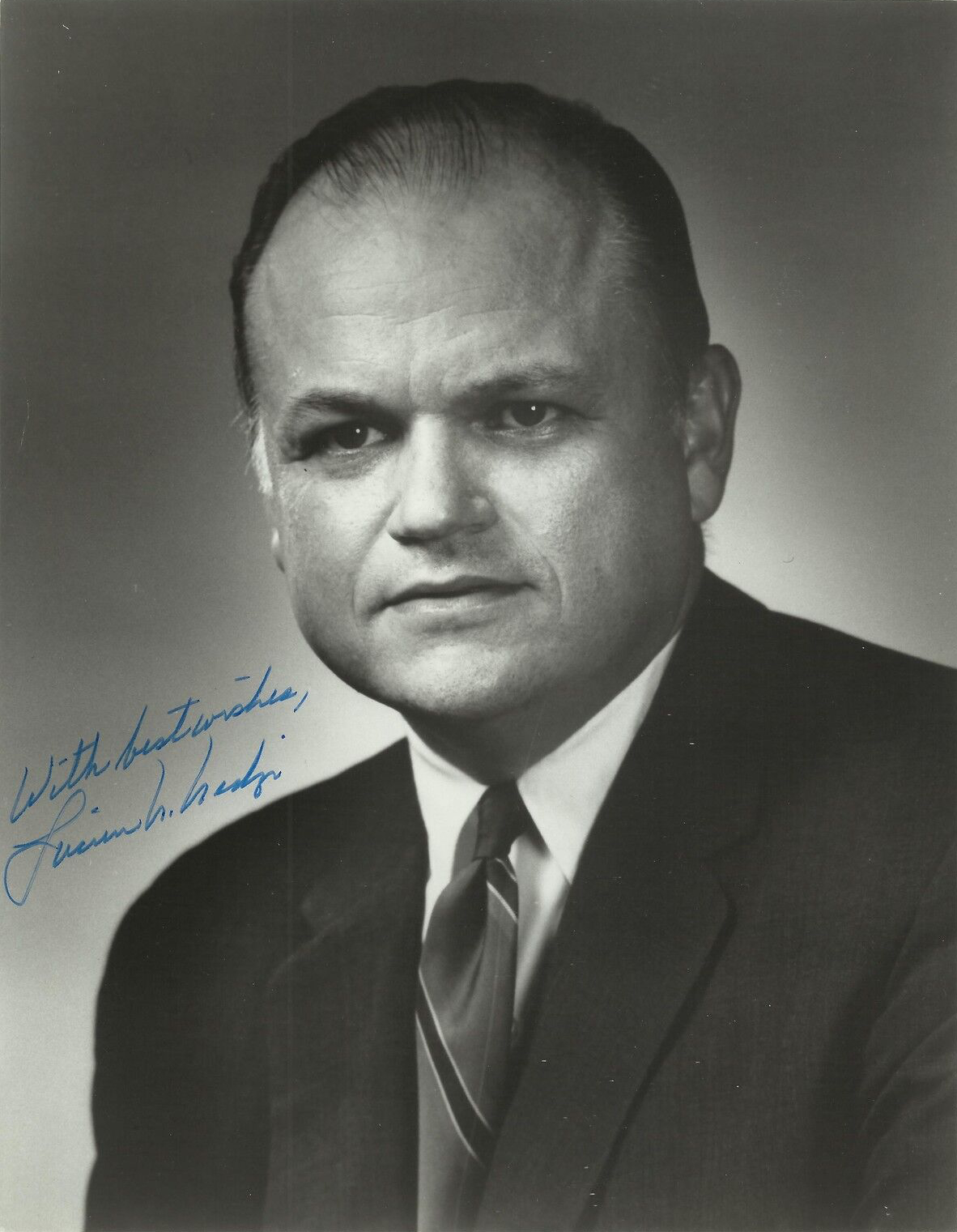
Lucien N. Nedzi

Lucien Norbert Nedzi (* 28. Mai 1925 in Hamtramck, Michigan; † 9. Juni 2025) war ein US-amerikanischer Politiker. Zwischen 1961 und 1981 vertrat er den Bundesstaat Michigan im US-Repräsentantenhaus.

## Werdegang
Lucien Nedzi besuchte bis 1943 die Hamtramck High School und diente danach zwischen 1944 und 1946 während des Zweiten Weltkrieges in der US Army. Dabei war er bei der Infanterie auf den Philippinen und als Mitglied einer Pioniereinheit in Japan eingesetzt. Zwischen 1946 und 1953 gehörte er der Reserve der Armee an. Während des Koreakrieges wurde er wieder in den aktiven Dienst berufen. Zwischenzeitlich studierte Nedzi bis 1948 an der University of Michigan in Ann Arbor. Nach einem anschließenden Jurastudium an der gleichen Universität und seiner im Jahr 1952 erfolgten Zulassung als Rechtsanwalt begann er in seinem neuen Beruf zu arbeiten.
Politisch schloss sich Lucien Nedzi der Demokratischen Partei an. Zwischen 1955 und 1961 arbeitete er als Public Administrator bei der Verwaltung des Wayne County. In den Jahren 1960 und 1968 war er Delegierter zu den jeweiligen Democratic National Conventions. Nach dem Rücktritt des Kongressabgeordneten  Thaddeus M. Machrowicz wurde er als Kandidat seiner Partei bei der fälligen Nachwahl für den ersten Sitz von Michigan als dessen Nachfolger in das US-Repräsentantenhaus in Washington, D.C. gewählt, wo er am 7. November 1961 sein neues Mandat antrat. Nach neun Wiederwahlen konnte er bis zum 3. Januar 1981 im Kongress verbleiben. Dort vertrat er seit 1965 als Nachfolger von Harold M. Ryan den 14. Distrikt seines Staates. In seine Zeit als Kongressabgeordneter fielen unter anderem die Bürgerrechtsbewegung, der Vietnamkrieg und die Watergate-Affäre. Nedzi war im Jahr 1975 für einige Monate Vorsitzender des Geheimdienstausschusses. Von 1979 bis 1981 leitete er den Verwaltungsausschuss des Repräsentantenhauses und von 1973 bis 1979 das Joint Committee on the Library, einen aus Mitgliedern des Repräsentantenhauses und des US-Senats bestehenden Ausschuss.
Im Jahr 1980 verzichtete Lucien Nedzi auf eine erneute Kandidatur. Nach seinem Ausscheiden zog er sich aus der Politik zurück und lebte in McLean (Virginia).
Nedzi verstarb am 9. Juni 2025, zwölf Tage nach seinem 100. Geburtstag.